# Wasser-Informationssystem für Europa

Logo der Europäischen Kommission mit stilisiertem Berlaymont-Gebäude.

Das  Wasser-Informationssystem für Europa (Abkürzung: WISE, engl.: Water Information System for Europe) ist eine Zusammenarbeit zwischen der
- Europäischen Kommission
  - Generaldirektion Umwelt, der
  - Gemeinsamen Forschungsstelle, von
  - Eurostat

und der
- Europäischen Umweltagentur,

zur Sammlung und zur Verbreitung von Informationen zum Zustand der Gewässer in der Europäischen Union.

## Aufgaben

### Europäische Kommission
Die Generaldirektion Umwelt ist für die politischen und strategischen Aspekt zuständig. Sie sorgt als Verbindungsstelle zu den Unionsmitgliedstaaten für den notwendigen Informationsfluss und fordert insbesondere die notwendigen Berichte über den Gewässerzustand, die geplanten und durchgeführten Maßnahmen zur Verbesserung der Gewässergüte etc. an.
Die Gemeinsame Forschungsstelle ist für die Überwachung der Umwelt und Wasserressourcen, einschließlich Modellierung und Prognosedienstleistungen, zuständig.
Im Rahmen von Eurostat werden die wichtigsten Daten erfasst, geordnet und verbreitet, unter anderem auch die WISE-Daten und WISE-Themen.

### Europäische Umweltagentur
Die Europäische Umweltagentur beherbergt die notwendigen Datenbanken und thematische WISE-Webseiten und veröffentlicht auch regelmäßig z. B. Informationen zur Qualität von Badegewässern, Flüssen, Grundwasservorkommen. Das Water Data Centre (dt.: Wasser-Datenzentrum) bietet dabei einen zentralen Zugriff auf mehrere Internet-Services mit interaktiven Karten, informativen Daten und Tabellen und Indikatoren zur Beurteilung der Wasserqualität. Die Daten stammen großteils aus der Berichterstattung der EU-Staaten im Rahmen der Umsetzung einschlägiger EU-Richtlinien (z. B. Wasserrahmenrichtlinie) und weiterer Quellen.